# Список операторов мобильной связи Европы

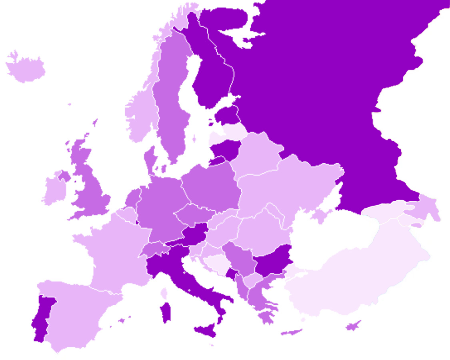
Пользователи сотовой связи в Европе на основе имеющихся данных в период с 2009 по 2012 год:
> 140%
120–140%
100–120%
< 100%
Нет данных

Оператор мобильной связи (также известный как поставщик услуг беспроводной связи, оператор беспроводной связи или сотовая компания) является поставщиком услуг беспроводной связи. Ниже перечислены основные операторы мобильной связи в Европе.

## Австрия
Австрия имеет 13,0 млн присвоенных номеров (то есть 2,0 2G, 10,8 3G и 0,1 4G SIM-карт), или уровень проникновения 151,0 % (4 квартал 2014 года).
Регулирующим органом для телекоммуникаций в Австрии является австрийский регулирующий орган для вещания и телекоммуникаций.
| Ранг | Оператор                                               | Технология | Количество абонентов (в миллионах)         | Владелец                                                                                                  | MCC / MNC |
| ---- | ------------------------------------------------------ | --- | ------------------------------------------ | --- | --------- |
| 1    | A1                                                     | GSM-900/1800 (GPRS, EDGE) 2100 MHz UMTS, HSDPA, HSUPA, HSPA+, DC-HSPA+ 800/1800/2600 MHz LTE, LTE-A VoLTE VoWiFi 3500 MHz 5G NR                                                 | 5,052 (включая yesss!) (1 квартал 2020)    | A1 Telekom Austria Group (América Móvil (51 %), ÖBAG (28,42 %), свободные акционерные общества (20,58 %)) | 23201     |
| 2    | Magenta Telekom (ранее назывался T-Mobile, max.mobil.) | GSM-900/1800 (GPRS, EDGE) 900/2100 MHz UMTS, HSDPA, HSUPA, HSPA+, DC-HSPA+ (роуминг на UMTS-сетях оператора 3 где нет UMTS) 800/1800/2100/2600 MHz LTE, LTE-A VoLTE VoWiFi      | 4,998 (включая tele.ring) (1 квартал 2020) | Deutsche Telekom AG                                                                                       | 23203     |
| 3    | 3 (Drei) *включая предыдущие сети Orange               | GSM-900/1800 (GPRS, EDGE) (роуминг на GSM-сетях Magenta Telekom где это необходимо) 2100 MHz UMTS, HSDPA, HSUPA, HSPA+, DC-HSPA+ 900/1800/2100/2600 MHz LTE, LTE-A VoLTE VoWiFi | 3,697 (март 2020)                          | CK Hutchison Holdings                                                                                     | 23205     |

## Азербайджан
В декабре 2005 года в Азербайджане насчитывалось в общей сложности 2 миллиона абонентов, что составляло 25 % проникновения. В 2014 году Азербайджан имеет в общей сложности более 10 миллионов абонентов и уровень проникновения 130 %.
| Ранг | Оператор | Технология                                                                                        | Количество абонентов (в миллионах) | Владелец                               | MCC / MNC |
| ---- | -------- | ------------------------------------------------------------------------------------------------- | ---------------------------------- | -------------------------------------- | --------- |
| 1    | Azercell | GSM 900 MHz (GPRS, EDGE) 2100 MHz UMTS, HSDPA, HSUPA, HSPA, HSPA+, DC-HSPA+ 1800 MHz LTE          | 4,417 (апрель 2013)                | AzInTelecom (государственная компания) | 40001     |
| 2    | Bakcell  | GSM 900 MHz (GPRS, EDGE) 2100 MHz UMTS, HSDPA, HSUPA, HSPA, HSPA+, DC-HSPA+ 1800 MHz LTE          | 3,4                                | NEQSOL Holding                         | 40002     |
| 3    | Nar      | GSM 1800 MHz (GPRS, EDGE) 2100 MHz UMTS, HSDPA, HSUPA, HSPA, HSPA+, DC-HSPA+ 1800 MHz LTE         | 2,1 (март 2014)                    | Azerfon LLC                            | 40004     |
| 4    | Nakhtel  | GSM 900 MHz (GPRS, EDGE) 2100 MHz UMTS, HSDPA, HSUPA, HSPA, HSPA+, DC-HSPA+ 1800 MHz LTE CDMA 800 |                                    | Nakhtel LLC                            | 40006     |

## Албания
Албания по состоянию на 1 квартал 2019 года имеет 3,66 миллиона абонентов, из которых 2,5 миллиона активных пользователей (уровень проникновения 101 %). Активный пользователь — это количество пользователей, которые общались за последние три месяца.
Регулирующим органом в области телекоммуникаций в Албании является управление электронной и почтовой связи.
| Ранг | Оператор                       | Технология | Количество абонентов (в миллионах) | Владелец                  | MCC / MNC |
| ---- | ------------------------------ | --- | ---------------------------------- | ------------------------- | --------- |
| 1    | Vodafone                       | GSM-900/1800 MHz (GPRS, EDGE) 2100 MHz UMTS, HSDPA, HSUPA, HSPA, HSPA+, DC-HSPA+ 800/1800/2600 MHz LTE, LTE-A, LTE-A Pro 3600 MHz/3700 MHz 5G NR в тестовом режиме | 1,699 (3 квартал 2019)             | Vodafone                  | 27602     |
| 2    | Telekom (раньше назывался AMC) | GSM-900/1800 MHz (GPRS, EDGE) 2100 MHz UMTS, HSDPA, HSUPA, HSPA, HSPA+, DC-HSPA+ 800/1800/2600 MHz LTE, LTE-A VoLTE                                                | 1,122 (3 квартал 2019)             | Albania Telecom Invest AD | 27601     |
| 3    | ALBtelecom                     | GSM-900/1800 MHz (GPRS, EDGE) 2100 MHz UMTS, HSDPA, HSUPA, HSPA, HSPA+, DC-HSPA+ 1800/2600 MHz LTE, LTE-A                                                          | 0,585 (3 квартал 2019)             | ALBtelecom                | 27603     |

## Андорра
Андорра имеет 81.700 абонентов мобильной связи или уровень проникновения мобильной связи около 107,25 %.
| Ранг | Оператор                                                                 | Технология                                              | Количество абонентов (в миллионах) | Владелец              | MCC / MNC |
| ---- | ------------------------------------------------------------------------ | ------------------------------------------------------- | ---------------------------------- | --------------------- | --------- |
| 1    | Andorra Telecom (раньше назывался Servei de Telecomunicacions d’Andorra) | 900/1800 MHz GPRS 2100 MHz UMTS, HSDPA 800/1800 MHz LTE | 0,082 (2019)                       | Правительство Андорры | 21303     |

## Армения
По состоянию на 2017 год в Армении насчитывается в общей сложности 3,5 миллиона абонентов, а уровень проникновения составляет 120 %.
| Ранг | Оператор     | Технология | Количество абонентов (в миллионах) | Владелец              |
| ---- | ------------ | --- | ---------------------------------- | --------------------- |
| 1    | Viva Armenia | GSM-900/1800 MHz (GPRS, EDGE) UMTS-900/2100 MHz (Band: B1/B8) (UMTS, HSDPA) LTE-1800/2600 MHz (Band: B3/B7) (LTE) | 2,1 (ноябрь 2019)                  | Fedilco Group Limited |
| 2    | Билайн       | GSM-900/1800 MHz (GPRS, EDGE) UMTS-900/2100 MHz (Band: B1/B8) (UMTS, HSDPA) LTE (900 MHz, 1800 MHz)               | 1 (ноябрь 2017)                    | VEON                  |
| 3    | Ucom         | GSM-900/1800 MHz (GPRS, EDGE) UMTS-900/2100 MHz (Band: B1/B8) UMTS, HSDPA LTE-1800/2600 MHz (Band: B3/B7) (LTE)   | 0,933 (декабрь 2017)               | Ucom                  |

## Белоруссия
Всего в Беларуси насчитывается 12,0 млн абонентов, или уровень проникновения 126 %. (1 квартал 2020 года)
Регулирующим органом в сфере телекоммуникаций в Беларуси является Министерство связи и информатизации
| Ранг | Оператор          | Технология                                                                                   | Количество абонентов (в миллионах) | Владелец                                       | MCC / MNC |
| ---- | ----------------- | -------------------------------------------------------------------------------------------- | ---------------------------------- | ---------------------------------------------- | --------- |
| 1    | МТС               | GSM-900/1800 (GPRS, EDGE) 900/2100 MHz UMTS, HSDPA, HSUPA, HSPA+ 1800/2600 MHz LTE, LTE-A    | 5,7 (1 квартал 2020)               | Белтелеком (51 %), МТС (49 %)                  | 25702     |
| 2    | A1 (ранее velcom) | GSM-900/1800 (GPRS, EDGE) 900/2100 MHz UMTS, HSDPA, HSUPA, DC-HSPA+ 1800/2600 MHz LTE, LTE-A | 4,851 (1 квартал 2020)             | A1 Telekom Austria Group                       | 25701     |
| 3    | Life:)            | GSM-900/1800 (GPRS, EDGE) 2100 MHz UMTS, HSDPA, HSUPA, HSPA+ 1800/2600 MHz LTE, LTE-A        | 1,5 (1 квартал 2020)               | Turkcell (80 %), правительство Беларуси (20 %) | 25704     |

## Бельгия
Всего в Бельгии насчитывается 13,89 миллиона абонентов, или уровень проникновения 124 % (4 квартал 2014 года).
Регулирующим органом в области телекоммуникаций в Бельгии является бельгийский институт почтовых услуг и телекоммуникаций.
| Ранг | Оператор                                | Технология                                                                                | Количество абонентов (в миллионах) | Владелец           | MCC / MNC |
| ---- | --------------------------------------- | ----------------------------------------------------------------------------------------- | ---------------------------------- | ------------------ | --------- |
| 1    | Proximus                                | GSM-900/1800 (EDGE) 900/2100 MHz UMTS, DC-HSPA+ 800/1800/2600 MHz LTE, LTE-A VoLTE        | 5,75 (4 квартал 2017)              | Proximus           | 20601     |
| 2    | Orange (раньше назывался Mobistar, OBE) | GSM-900/1800 (EDGE) 900/2100 MHz UMTS, DC-HSPA+ 800/1800/2600 MHz LTE, LTE-A VoLTE VoWiFi | 3,85 (4 квартал 2017)              | Orange S.A. (54 %) | 20610     |
| 3    | BASE                                    | GSM-900/1800 (EDGE) 900/2100 MHz UMTS, DC-HSPA+ 800/1800/2600 MHz LTE, LTE-A VoLTE        | 2,8 (4 квартал 2017)               | Telenet            | 20620     |

## Болгария
Болгария имеет в общей сложности 8 387 160 абонентов, или уровень проникновения 119,8 %, согласно годовому отчету CRC за 2018 год.
Регулирующим органом в области электросвязи в Болгарии является комиссия по регулированию связи.
| Ранг | Оператор                             | Технология | Количество абонентов       | Покрытие | Владелец                                                                          | MCC / MNC |
| ---- | ------------------------------------ | --- | -------------------------- | -------- | --------------------------------------------------------------------------------- | --------- |
| 1    | A1 (раньше назывался Mtel, Mobiltel) | GSM-900 (GPRS, EDGE) 900/2100 MHz UMTS, HSDPA, HSPA+, DC-HSPA+ 900/1800/2100/2600 MHz LTE, LTE-A (Дополнительный спектр на 2100 и 2600 МГц, предназначенный для временного использования) 3500 MHz 5G NR (тестируется; совместно с Telenor и Vivacom) | 3 821 888 (1 квартал 2020) | А1       | A1 Telekom Austria Group                                                          | 28401     |
| 2    | Vivacom (раньше назывался Vivatel)   | GSM-900 (GPRS, EDGE) 900/2100 MHz UMTS, HSDPA, HSPA+ 900/1800/2100/2600 MHz LTE, LTE-A (Дополнительный спектр на 2100 и 2600 MHz, предназначенный для временного использования) VoLTE VoWiFi 3500 MHz 5G NR (тестируется; совместно с A1 и Telenor)   | 3 071 000 (2018)           | Vivacom  | Bulgarian Telecommunications Company EAD (дочерняя компания United Group) (100 %) | 28403     |
| 3    | Telenor (раньше назывался Globul)    | GSM-900 (GPRS, EDGE) 900/2100 MHz UMTS, HSDPA, HSUPA, HSPA+ 900/1800/2100/2600 MHz LTE, LTE-A (Дополнительный спектр на 2100 и 2600 MHz, предназначенный для временного использования) VoLTE 3500 MHz 5G NR (тестируется; совместно с A1 и Vivacom)   | 3 006 000 (2019)           | Telenor  | PPF (100 %)                                                                       | 28405     |

## Босния и Герцеговина
В декабре 2016 года в Боснии и Герцеговине насчитывалось в общей сложности 3,404 миллиона абонентов, или уровень проникновения 97% (по сравнению с оценкой численности населения Всемирного банка в 2016 году)
Регулирующим органом в области электросвязи в Боснии и Герцеговине является Агентство по регулированию связи (Regulatorna agencija za komunikacije, RAK).
| Ранг | Оператор   | Технология | Количество абонентов     | Владелец                                                                                        | MCC / MNC |
| ---- | ---------- | --- | ------------------------ | ----------------------------------------------------------------------------------------------- | --------- |
| 1    | BH Telecom | GSM-900 (GPRS, EDGE) 2100 MHz UMTS, HSPA, HSPA+, HSDPA, HSDPA+ DC-HSPA, DC-HSPA+, DC-HSUPA, DC-HSDPA 1800 MHz LTE                                        | 1 800 000 (январь 2021)  | BH Telecom                                                                                      | 21890     |
| 2    | m:tel      | GSM-900/1800 (GPRS, EDGE), 900/2100 MHz UMTS, HSPA, HSPA+, HSDPA, HSDPA+ DC-HSPA, DC-HSPA+ 800/1800 MHz LTE, LTE-A, LTE-A Pro                            | 1 414 000 (декабрь 2012) | Telekom Srbija                                                                                  | 21805     |
| 3    | HT Eronet  | GSM-900/1800 (GPRS, EDGE), 900/2100 MHz UMTS, HSPA, HSPA+, HSDPA, HSDPA+ DC-HSPA, DC-HSPA+, DC-HSUPA, DC-HSDPA, HSUPA 800/1800 MHz LTE, LTE-A, LTE-A Pro | 445 000 (декабрь 2012)   | Федерация Боснии и Герцеговины (50%), Hrvatski Telekom (39%), акции в свободном обращении (11%) | 21803     |

## Великобритания
В Великобритании в общей сложности 92,0 миллиона абонентов, или приблизительный уровень проникновения 139% (31 декабря 2017 года).
Телекоммуникационным регулятором страны является Ofcom.
| Ранг | Оператор                               | Технология | Количество абонентов                                             | Владелец              | MCC / MNC     |
| ---- | -------------------------------------- | --- | ---------------------------------------------------------------- | --------------------- | ------------- |
| 1    | O2                                     | 900 MHz GSM (GPRS, EDGE) 900/2100 MHz UMTS, HSPA, HSPA+, DC-HSPA+ 700/800/900/1800/2100 MHz LTE, LTE-A 2300/2600 MHz TD-LTE 700/3500 MHz 5G NR VoLTE, VoWiFi, AML, RCS   | 24 100 000 (3 квартал 2021) (Включая Virgin Mobile)              | Virgin Media O2       | 23410         |
| 2    | EE (Раньше назывался Orange, T-Mobile) | 1800 MHz GSM (GPRS, EDGE) 2100 MHz UMTS, HSPA, HSPA+ 800/1800/2100/2600 MHz LTE, LTE-A 700/2100/3500 MHz 5G NR VoLTE, VoWiFi, AML                                        | 21 400 000 (3 квартал 2021) (Включая BT Mobile и Plusnet Mobile) | BT Group              | 23430 и 23433 |
| 3    | Vodafone                               | 900 MHz GSM (GPRS, EDGE) 900/2100 MHz UMTS, HSPA, HSPA+, DC-HSPA+ 800/900/1500/1800/2100/2600 MHz LTE, LTE-A 2600 MHz TD-LTE 2100/3500 MHz 5G NR VoLTE, VoWiFi, AML, RCS | 17 000 000 (3 квартал 2021) (Включая VOXI)                       | Vodafone              | 23415         |
| 4    | Three                                  | 2100 MHz UMTS, HSPA, HSPA+, DC-HSPA+ 700/800/1500/1800/2100 MHz LTE, LTE-A 3500 MHz 5G NR VoLTE, VoWiFi, AML                                                             | 9 400 000 (2 квартал 2021) (Включая SMARTY)                      | CK Hutchison Holdings | 23420         |

## Россия
Россия имеет в общей сложности 260 000 000 абонентов (4 квартал 2019). Регулирующим органом в области телекоммуникаций в России: Роскомнадзор.
| Ранг                                                                                        | Оператор                                                                  | Технология | Количество абонентов                                                      | Владелец                                                                  | MCC / MNC                                                                 |
| Операторы мобильной связи (кроме субъектов республики Крым и Севастополя)                   | Операторы мобильной связи (кроме субъектов республики Крым и Севастополя) | Операторы мобильной связи (кроме субъектов республики Крым и Севастополя) | Операторы мобильной связи (кроме субъектов республики Крым и Севастополя) | Операторы мобильной связи (кроме субъектов республики Крым и Севастополя) | Операторы мобильной связи (кроме субъектов республики Крым и Севастополя) |
| ------------------------------------------------------------------------------------------- | ------------------------------------------------------------------------- | --- | ------------------------------------------------------------------------- | ------------------------------------------------------------------------- | ------------------------------------------------------------------------- |
| 1                                                                                           | МТС                                                                       | GSM 900/1800 МГц (GPRS, EDGE) 900/2100 МГц UMTS, HSDPA, HSUPA, HSPA+ 800/900/1800/2600 МГц LTE, VoLTE 1800/2100/2600/4700 МГц 5G NR                                          | 79 700 000 (3 квартал 2021)                                               | АФК «Система» (42,08%), Акции в свободном обращении (41,11%)              | 25001                                                                     |
| 2                                                                                           | МегаФон                                                                   | GSM 900/1800 МГц (GPRS, EDGE) 900/2100 МГц UMTS, VoLTE, VoWiFi, HSDPA, HSUPA, HSPA+ 800/1800/2600 МГц LTE, LTE Advanced                                                      | 74 200 000 (3 квартал 2021)                                               | ООО «АФ Телеком Холдинг» (50%), ООО «ЮэСэМ Телеком» (50%)                 | 25002                                                                     |
| 3                                                                                           | Билайн                                                                    | GSM 900/1800 МГц (GPRS, EDGE) 900/2100 МГц UMTS, HSDPA, HSUPA, HSPA+, DC-HSPA+ 800/1800/2600 МГц LTE, LTE Advanced                                                           | 50 600 000 (3 квартал 2021)                                               | Veon                                                                      | 25099                                                                     |
| 4                                                                                           | Tele2 Россия                                                              | GSM 900/1800 МГц (GPRS, EDGE) 2100 МГц UMTS, HSDPA, HSUPA, HSPA+ 800/1800/2600 МГц LTE 450 МГц CDMA2000 1x/CDMA2000 EV-DO Rev. A 450 МГц LTE (Скай Линк) NMT - 450i, 450 МГц | 46 600 000 (3 квартал 2021)                                               | Ростелеком                                                                | 25020                                                                     |
| Операторы мобильной связи, функционирующие только в субъектах республики Крым и Севастополе |                                                                           | |                                                                           |                                                                           |                                                                           |
| 5                                                                                           | Вин Мобайл                                                                | GSM 900/1800 МГц (GPRS, EDGE) 2100 МГц UMTS, HSDPA, HSUPA, HSPA+ 2600 МГц LTE                                                                                                | Н/Д                                                                       | К-Телеком                                                                 | 25032                                                                     |
| 6                                                                                           | Волна Мобайл                                                              | GSM 900/1800 МГц (GPRS, EDGE) 2100 МГц UMTS, HSDPA, HSUPA, HSPA+ 2600 МГц LTE                                                                                                | Н/Д                                                                       | КТК Телеком                                                               | 25060                                                                     |
| 7                                                                                           | Севмобайл                                                                 | GSM 900/1800 МГц (GPRS, EDGE) 2100 МГц UMTS, HSDPA, HSUPA, HSPA+ 1800 МГц LTE                                                                                                | Н/Д                                                                       | ООО «СТС»                                                                 | 25033                                                                     |
| 8                                                                                           | Крымтелеком                                                               | GSM 900/1800 МГц (GPRS, EDGE) 2100 МГц UMTS, HSDPA, HSUPA, HSPA+ | Н/Д                                                                       | АО «Крымтелеком»                                                          | 25034                                                                     |